# 帕克福里斯特 (伊利諾伊州)
帕克福里斯特（英語：Park Forest）是位於美國伊利諾伊州庫克縣與威爾縣的一個村落。

## 地理
帕克福里斯特的座標為41°28′54″N 87°41′12″W / 41.48167°N 87.68667°W，而該地最高點為海拔高度217米（即712英尺）。

## 人口
根據2010年美國人口普查的數據，帕克福里斯特的面積為12.85平方千米，當中陸地面積為12.85平方千米，而水域面積為0.00平方千米。當地共有人口21,975人，而人口密度為每平方千米1,710人。